# Катріна Монтон
Катріна Монтон (англ. Katrina Monton, 23 вересня 1987) — канадська ватерполістка.
Призерка Чемпіонату світу з водних видів спорту 2009 року. Призерка Ігор Співдружності 2006 року.
Призерка Панамериканських ігор 2004, 2006 років.